# Ogive (gletsjer)
Een ogive is een gekleurde band in een patroon van lichter en donkerder gekleurd ijs in een gletsjer, veroorzaakt door lagen firn en ijs die verschillende smeltcurves hebben.